# 木下站

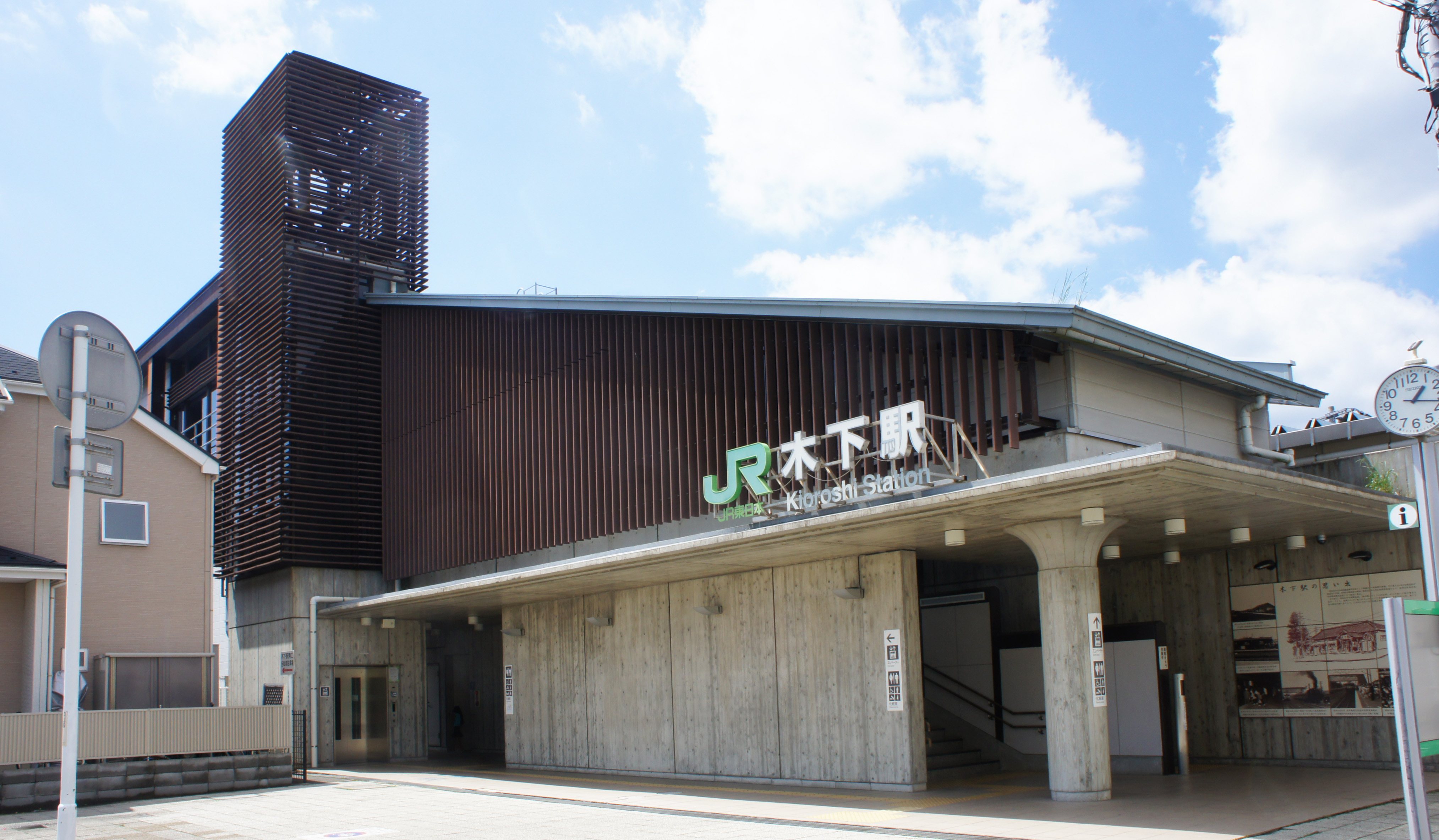
南出口（2021年5月）

木下站（日语：／ Kioroshi eki */?）是位於千葉縣印西市木下1633號，屬於東日本旅客鐵道（JR東日本）的成田線（我孫子支線）車站。

## 歷史
- 1901年（明治34年）4月1日：成田鐵道（第一代）安食站至我孫子站之間開通，此站啟用[1]。為旅客和貨物車站。
- 1920年（大正9年）9月1日：成田鐵道被國有化（日语：鉄道敷設法），成為國有鐵道車站[1]。
- 1974年（昭和49年）10月1日：結束貨物起卸業務。
- 1987年（昭和62年）4月1日：伴隨國鐵分割民營化，車站由東日本旅客鐵道（JR東日本）營運[1]。
- 2001年（平成13年）11月18日：此站開始可以使用IC卡「Suica」[2]。
- 2007年（平成19年）5月：新車站大樓和自由通道開始動工。
- 2008年（平成20年）12月17日：新車站大樓和自由通道開始啟用[3]。
- 2014年（平成26年）11月20日：成為業務委託車站[4]。

## 車站構造
此站是地面車站，設有2面2線的相對式月台。在2008年（平成20年），跨站式站房落成啟用。車站北邊曾設有木造的站房，在2007年（平成19年）5月，跨站式站房（鋼架、RC造）開始建造。新站房總樓面210平方米。站房外觀有不同的木紋。上下行月台設有升降機，以提供無障礙環境。自由通道全長37米，寬度為4.5米。在2008年12月16日舉行自由通道開通紀念典禮，翌日17日站房和自由通道開始使用。隨後進行月台上蓋工程，並於2009年（平成21年）3月完工。
此站是由湖北站管理的業務委託車站，委托JR東日本車站服務負責車站業務。南出口和北出口樓梯下設有廁所（男女分開的濕廁）和多功能廁所。從月台不能進入廁所。
此站曾設有連接兩方月台的木造跨線橋，在1935年（昭和10年）7月18日前，該跨線橋曾經在國鐵成田站。該跨線橋一直使用至2008年（平成20年）9月29日前，使用約73年。翌日9月30日開始使用跨站式站房後，車站部分地方還是使用跨線橋。

### 月台
| 月台 | 路線                   | 上下行 | 方向                   |
| ---- | ---------------------- | ------ | ---------------------- |
| 1    | ■ 成田線（我孫子支線） | 下行   | 成田方向               |
| 2    | ■ 成田線（我孫子支線） | 上行   | 我孫子、上野、品川方向 |

參考
- 在地面車站大樓時代，早上5時時段，前往上野的2班列車在1號月台出發。這是為了讓背負著重行李的行商人不需要使用樓梯前往對面月台乘車。
- 在現時信號設備上，1號月台可向我孫子方向出發或從我孫子方向到達。
- 不論任何理由，當路線部分區間暫停營運時。折返列車會使用此站的1號月台。

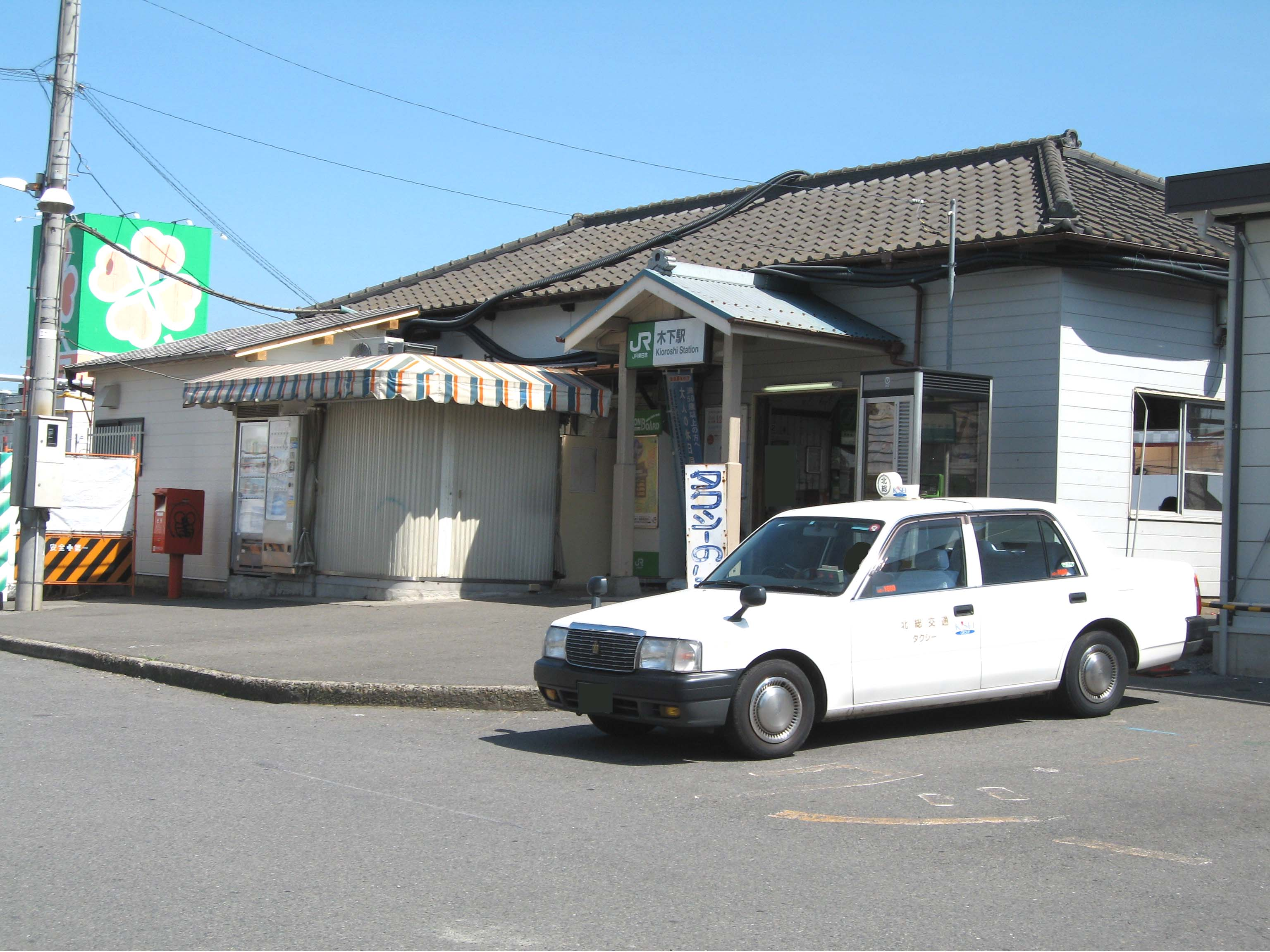
舊站房(2007年8月)
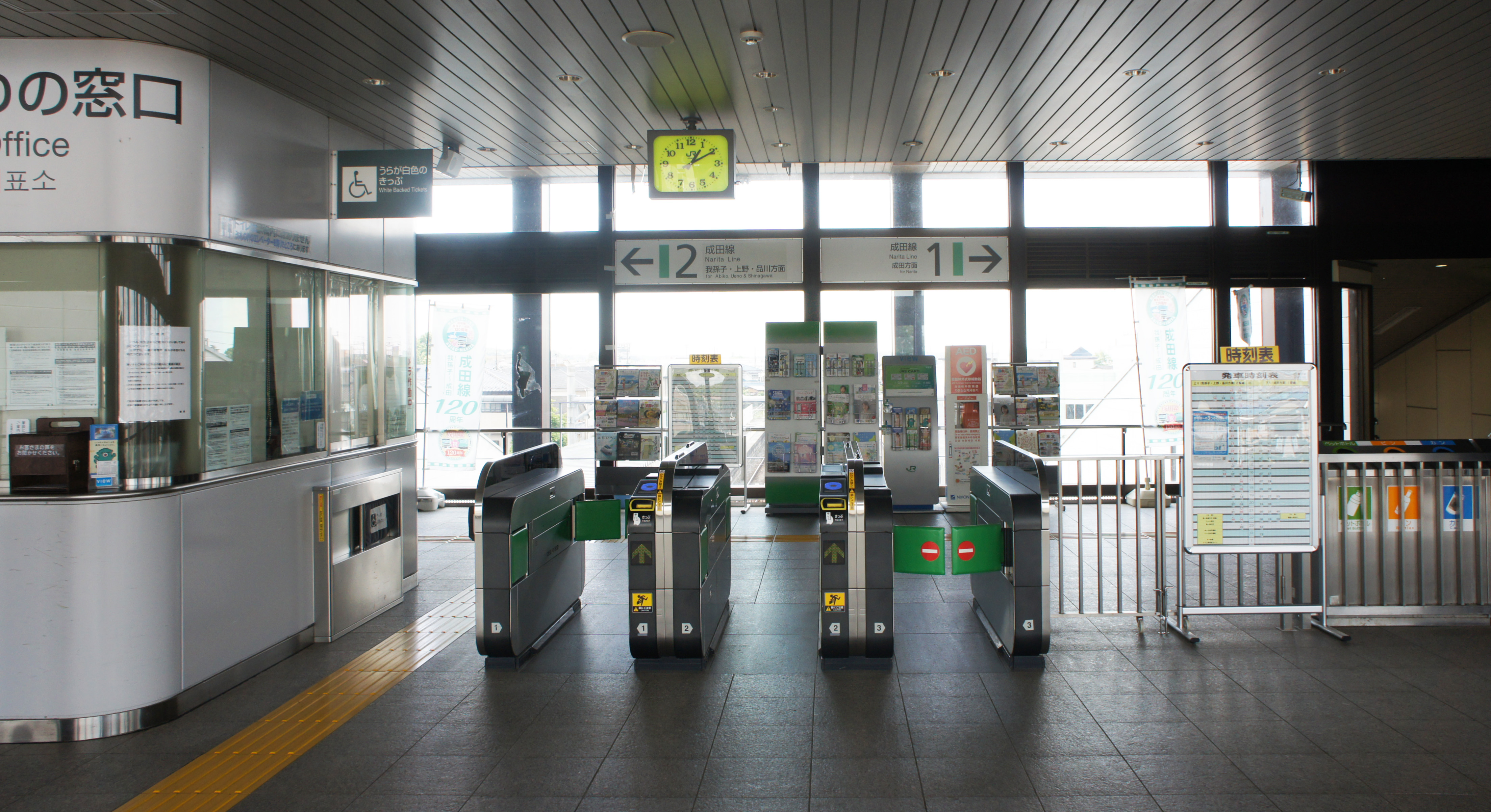
驗票口（2021年）
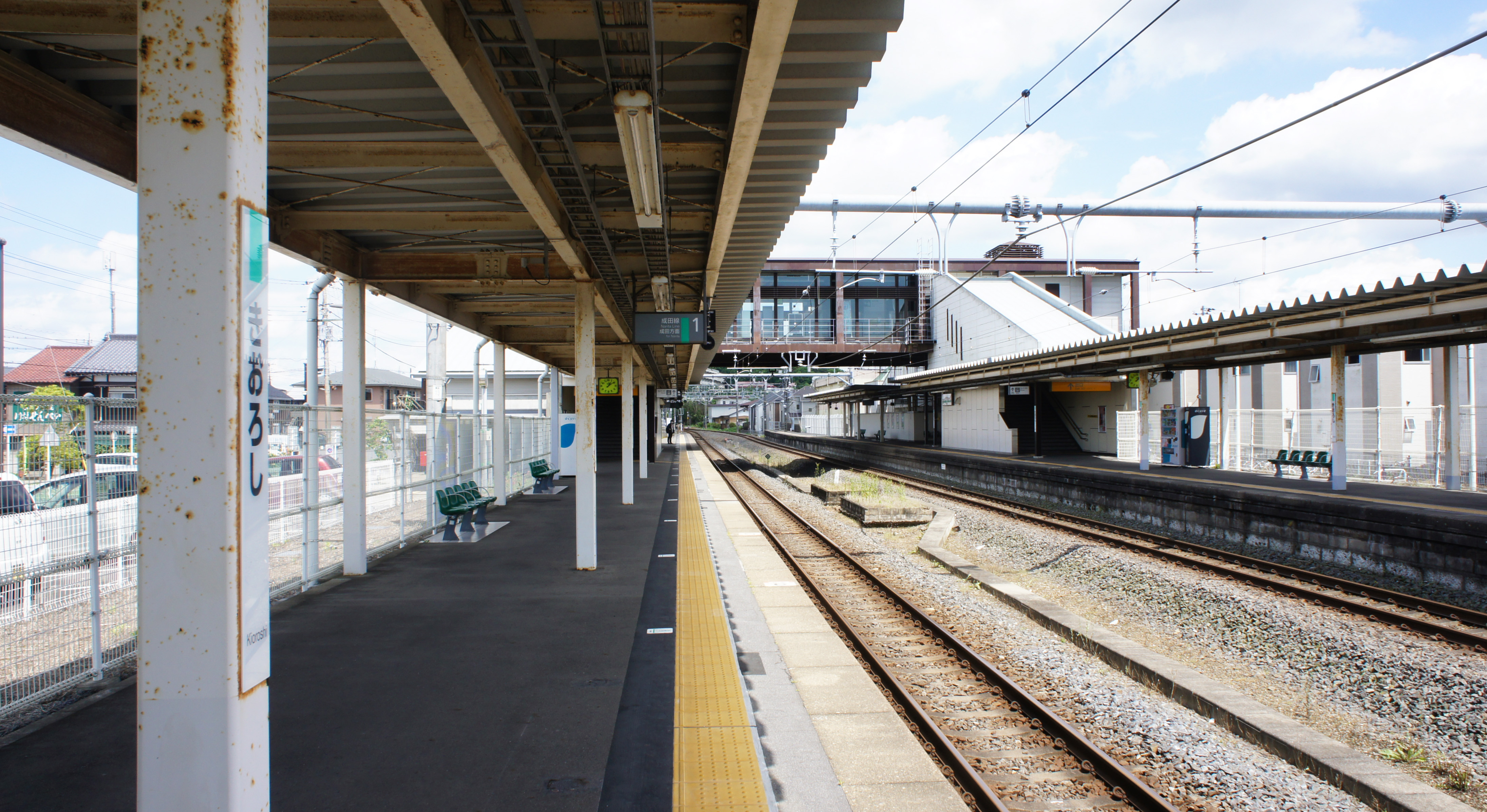
月台（2021年）

### 發車音樂
| 1 | 星空之下 |
| 2 |          |

## 使用狀況
在2019年（令和元年）度1日平均乘車人次為2,059人，以下為乘車人次變化列表：
| 乘車人次變化       | 乘車人次變化     | 乘車人次變化 |
| 年度               | 1日平均 乘車人次 | 參考資料     |
| ------------------ | ---------------- | ------------ |
| 1990年（平成02年） | 3,556            | [ * 1 ]      |
| 1991年（平成03年） | 3,603            | [ * 2 ]      |
| 1992年（平成04年） | 3,603            | [ * 3 ]      |
| 1993年（平成05年） | 3,618            | [ * 4 ]      |
| 1994年（平成06年） | 3,471            | [ * 5 ]      |
| 1995年（平成07年） | 3,397            | [ * 6 ]      |
| 1996年（平成08年） | 3,392            | [ * 7 ]      |
| 1997年（平成09年） | 3,159            | [ * 8 ]      |
| 1998年（平成10年） | 3,230            | [ * 9 ]      |
| 1999年（平成11年） | 3,212            | [ * 10 ]     |
| 2000年（平成12年） | 3,040            | [ * 11 ]     |
| 2001年（平成13年） | 2,935            | [ * 12 ]     |
| 2002年（平成14年） | 2,855            | [ * 13 ]     |
| 2003年（平成15年） | 2,771            | [ * 14 ]     |
| 2004年（平成16年） | 2,754            | [ * 15 ]     |
| 2005年（平成17年） | 2,734            | [ * 16 ]     |
| 2006年（平成18年） | 2,739            | [ * 17 ]     |
| 2007年（平成19年） | 2,716            | [ * 18 ]     |
| 2008年（平成20年） | 2,652            | [ * 19 ]     |
| 2009年（平成21年） | 2,609            | [ * 20 ]     |
| 2010年（平成22年） | 2,342            | [ * 21 ]     |
| 2011年（平成23年） | 2,206            | [ * 22 ]     |
| 2012年（平成24年） | 2,171            | [ * 23 ]     |
| 2013年（平成25年） | 2,140            | [ * 24 ]     |
| 2014年（平成26年） | 2,084            | [ * 25 ]     |
| 2015年（平成27年） | 2,089            | [ * 26 ]     |
| 2016年（平成28年） | 2,090            | [ * 27 ]     |
| 2017年（平成29年） | 2,061            | [ * 28 ]     |
| 2018年（平成30年） | 2,074            | [ * 29 ]     |
| 2019年（令和元年） | 2,059            |              |

## 車站周邊

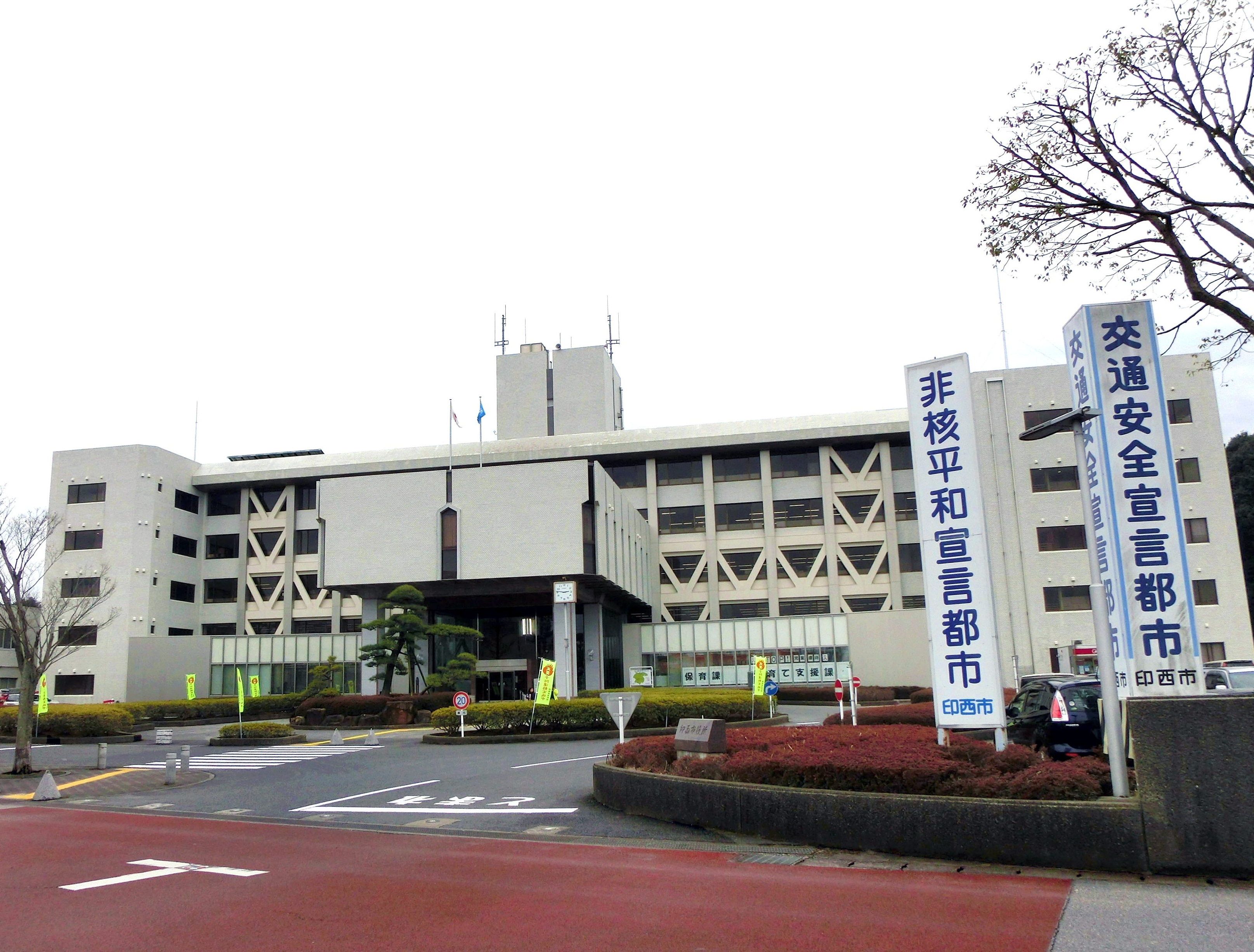
印西市政廳

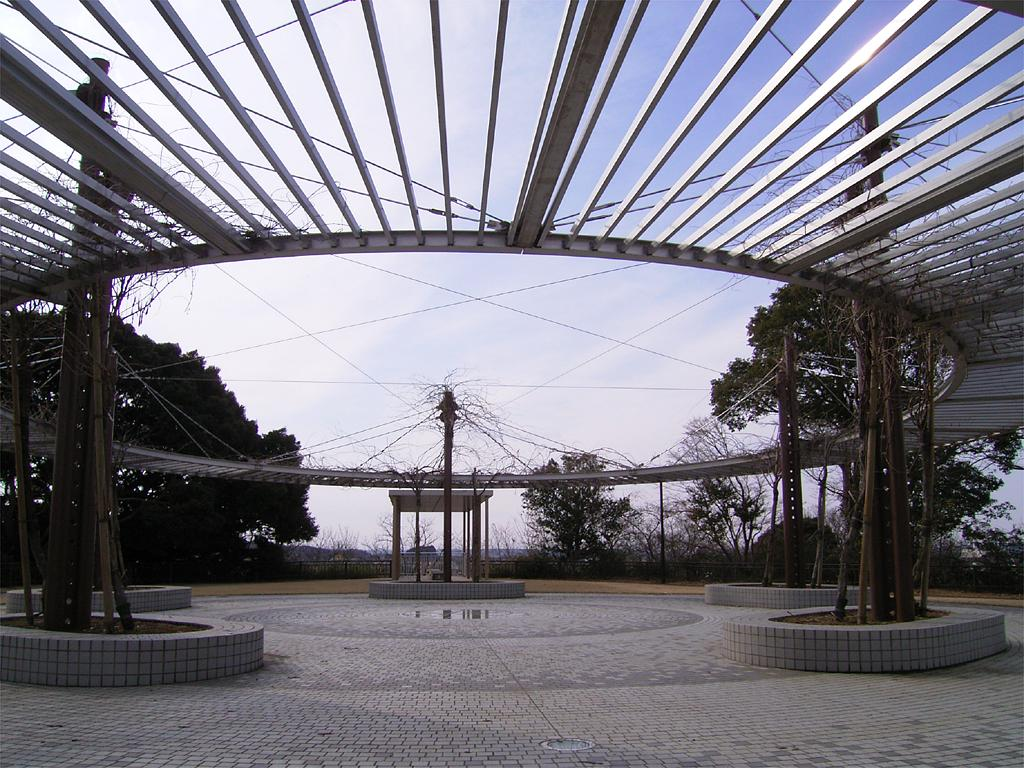
木下萬葉公園

車站周邊設有古老木下街道的宿場町「木下宿」。現時還遺留了舊木下町的歷史遺物。車站附近設有國道356號，沿國道上設有一些商店。
- 印西市政廳
- 木下站前郵局
- 千葉縣印西警署（日语：印西警察署）
- 印西地區消防組合（日语：印西地区消防組合）印西消防署
- 印西綜合醫院
- 印西市立印西中學（日语：印西市立印西中学校）
- 印西市立木下小學（日语：印西市立木下小学校）
- 印西市立大森小學（日语：印西市立大森小学校）
- LANDROME（日语：ランドロームジャパン） 木下店
- BIG-A（日语：ビッグ・エー）　木下店
- 眼鏡帽　印西店
- WORKMAN（日语：ワークマン）　印西店
- 木下萬葉公園

## 巴士路線
| 乘車處       | 系統                           | 主要途經                                                     | 目的地               | 巴士公司       | 備註 |
| ------------ | ------------------------------ | ------------------------------------------------------------ | -------------------- | -------------- | ---- |
| 南出口       | 神崎線                         | 割野、千葉新城中央站、船尾車庫、八千代綠丘站                 | 津田沼站             | 千葉彩虹巴士   |      |
| 南出口       | 木下路線(東京電機大學校巴)     | 印西市政廳通、Impalace Hara前、千葉新城中央站                | 東京電機大學         | 千葉彩虹巴士   |      |
| 木下站南出口 | 中路線（高花、牧之原、別所回） | 割野、高花、印西牧之原站南出口、別所、木下站南出口           | 市政廳               | 印西市親睦巴士 |      |
| 木下站南出口 | 中路線（別所、牧之原、高花回） | 別所、印西牧之原站南出口、高花、割野、木下站南出口           | 市政廳               | 印西市親睦巴士 |      |
| 木下站南出口 | 東路線（平岡、小林回）         | 平岡宮堤、鳴澤、小林站前、馬場入口、木下站南出口             | 市政廳               | 印西市親睦巴士 |      |
| 木下站南出口 | 東路線（小林、平岡回）         | 平岡宮堤、馬場入口、小林站前、鳴澤、木下站南出口             | 市政廳               | 印西市親睦巴士 |      |
| 木下站南出口 | 布佐路線                       | 水神宮前、布佐站東出口、松山下公園、木刈四丁目               | 千葉新城中央站北出口 | 印西市親睦巴士 |      |
| 北出口       | 西路線（永治、牧之原、小倉回） | 松山下公園、木刈四丁目、千葉新城中央站北出口、小倉、木下站前 | 市政廳               | 印西市親睦巴士 |      |
| 北出口       | 西路線（小倉、牧之原、永治回） | 松山下公園、小倉、千葉新城中央站北出口、木刈四丁目、木下站前 | 市政廳               | 印西市親睦巴士 |      |

## 相鄰車站
東日本旅客鐵道（JR東日本）
■成田線（我孫子支線）
布佐－木下－小林

## 注腳

### 使用狀況
1. ↑  千葉縣統計年鑑 （页面存档备份，存于）（日語） - 千葉縣
2. ↑  データいんざい[]（日語） - 印西市

JR東日本2000年度以後的乘車人次
1. ↑  各駅の乗車人員（2000年度） （页面存档备份，存于）（日語） - JR東日本
2. ↑  各駅の乗車人員（2001年度） （页面存档备份，存于）（日語） - JR東日本
3. ↑  各駅の乗車人員（2002年度） （页面存档备份，存于）（日語） - JR東日本
4. ↑  各駅の乗車人員（2003年度） （页面存档备份，存于）（日語） - JR東日本
5. ↑  各駅の乗車人員（2004年度） （页面存档备份，存于）（日語） - JR東日本
6. ↑  各駅の乗車人員（2005年度） （页面存档备份，存于）（日語） - JR東日本
7. ↑  各駅の乗車人員（2006年度） （页面存档备份，存于）（日語） - JR東日本
8. ↑  各駅の乗車人員（2007年度） （页面存档备份，存于）（日語） - JR東日本
9. ↑  各駅の乗車人員（2008年度） （页面存档备份，存于）（日語） - JR東日本
10. ↑  各駅の乗車人員（2009年度） （页面存档备份，存于）（日語） - JR東日本
11. ↑  各駅の乗車人員（2010年度） （页面存档备份，存于）（日語） - JR東日本
12. ↑  各駅の乗車人員（2011年度） （页面存档备份，存于）（日語） - JR東日本
13. ↑  各駅の乗車人員（2012年度） （页面存档备份，存于）（日語） - JR東日本
14. ↑  各駅の乗車人員（2013年度） （页面存档备份，存于）（日語） - JR東日本
15. ↑  各駅の乗車人員（2014年度） （页面存档备份，存于）（日語） - JR東日本
16. ↑  各駅の乗車人員（2015年度） （页面存档备份，存于）（日語） - JR東日本
17. ↑  各駅の乗車人員（2016年度） （页面存档备份，存于）（日語） - JR東日本
18. ↑  各駅の乗車人員（2017年度） （页面存档备份，存于）（日語） - JR東日本
19. ↑  各駅の乗車人員（2018年度） （页面存档备份，存于）（日語） - JR東日本
20. ↑  各駅の乗車人員（2019年度） （页面存档备份，存于）（日語） - JR東日本

千葉縣統計年鑑
1. ↑  千葉縣統計年鑑（平成3年） （页面存档备份，存于）（日語）
2. ↑  千葉縣統計年鑑（平成4年） （页面存档备份，存于）（日語）
3. ↑  千葉縣統計年鑑（平成5年） （页面存档备份，存于）（日語）
4. ↑  千葉縣統計年鑑（平成6年） （页面存档备份，存于）（日語）
5. ↑  千葉縣統計年鑑（平成7年） （页面存档备份，存于）（日語）
6. ↑  千葉縣統計年鑑（平成8年） （页面存档备份，存于）（日語）
7. ↑  千葉縣統計年鑑（平成9年） （页面存档备份，存于）（日語）
8. ↑  千葉縣統計年鑑（平成10年） （页面存档备份，存于）（日語）
9. ↑  千葉縣統計年鑑（平成11年） （页面存档备份，存于）（日語）
10. ↑  千葉縣統計年鑑（平成12年） （页面存档备份，存于）（日語）
11. ↑  千葉縣統計年鑑（平成13年） （页面存档备份，存于）（日語）
12. ↑  千葉縣統計年鑑（平成14年） （页面存档备份，存于）（日語）
13. ↑  千葉縣統計年鑑（平成15年） （页面存档备份，存于）（日語）
14. ↑  千葉縣統計年鑑（平成16年） （页面存档备份，存于）（日語）
15. ↑  千葉縣統計年鑑（平成17年） （页面存档备份，存于）（日語）
16. ↑  千葉縣統計年鑑（平成18年） （页面存档备份，存于）（日語）
17. ↑  千葉縣統計年鑑（平成19年） （页面存档备份，存于）（日語）
18. ↑  千葉縣統計年鑑（平成20年） （页面存档备份，存于）（日語）
19. ↑  千葉縣統計年鑑（平成21年） （页面存档备份，存于）（日語）
20. ↑  千葉縣統計年鑑（平成22年） （页面存档备份，存于）（日語）
21. ↑  千葉縣統計年鑑（平成23年） （页面存档备份，存于）（日語）
22. ↑  千葉縣統計年鑑（平成24年） （页面存档备份，存于）（日語）
23. ↑  千葉縣統計年鑑（平成25年） （页面存档备份，存于）（日語）
24. ↑  千葉縣統計年鑑（平成26年） （页面存档备份，存于）（日語）
25. ↑  千葉縣統計年鑑（平成27年） （页面存档备份，存于）（日語）
26. ↑  千葉縣統計年鑑（平成28年） （页面存档备份，存于）（日語）
27. ↑  千葉縣統計年鑑（平成29年） （页面存档备份，存于）（日語）
28. ↑  千葉縣統計年鑑（平成30年） （页面存档备份，存于）（日語）
29. ↑  千葉縣統計年鑑（令和元年） （页面存档备份，存于）（日語）

## 外部連結
- 車站資訊（木下）：東日本旅客鐵道（日語）